# Un Noël sur mesure
Un Noël sur mesure (The Christmas Consultant) est un téléfilm de Noël canadien réalisé par John Bradshaw et diffusé aux États-Unis le 10 novembre 2012 sur Lifetime.

## Synopsis
Véritable bourreaux de travail, Jack et Maya Fletcher n'ont pas vraiment la tête à préparer Noël, contrairement à leurs trois enfants. Tout change lorsque Maya pour décrocher le contrat, invite un client russe, Boris Tartakov, à fêter Noël avec sa famille. Le couple engage Owen, spécialisé dans l'événementiel, et celui-ci mobilise tout le monde pour le choix du sapin, de la décoration de la maison, l'élaboration des menus ou encore des cadeaux...

## Fiche technique
- Titre original : The Christmas Consultant
- Réalisation : John Bradshaw
- Scénario : Brian Sawyer et Gregg Rossen
- Photographie : Paul Mitchnick
- Musique : Christopher Nickel
- Durée : 88 minutes
- Pays : Canada
- Date de première diffusion :
  -  France : 12 décembre 2013 sur M6

## Distribution
- David Hasselhoff (VF : Emmanuel Jacomy) : Owen
- Caroline Rhea (VF : Maïk Darah) : Maya Fletcher
- Barclay Hope (VF : David Manet) : Jack Fletcher
- Eliza Faria : Steffie Fletcher
- Jessica McLeod (VF : Aaricia Dubois) : Anna Fletcher
- Darien Provost (VF : Arthur Dubois) : David Fletcher
- Aleks Paunovic : Boris Tartakov

- Version française
  - Studio de doublage : Nice Fellow
  - Direction artistique : Rosalia Cuevas
  - Adaptation des dialogues : Perrine Dézulier

 Source et légende : version française (VF) sur RS Doublage et selon le carton du doublage français télévisuel.

## Accueil
Le téléfilm a été vu par 1,564 million de téléspectateurs lors de sa première diffusion.